# Список умерших в 1094 году

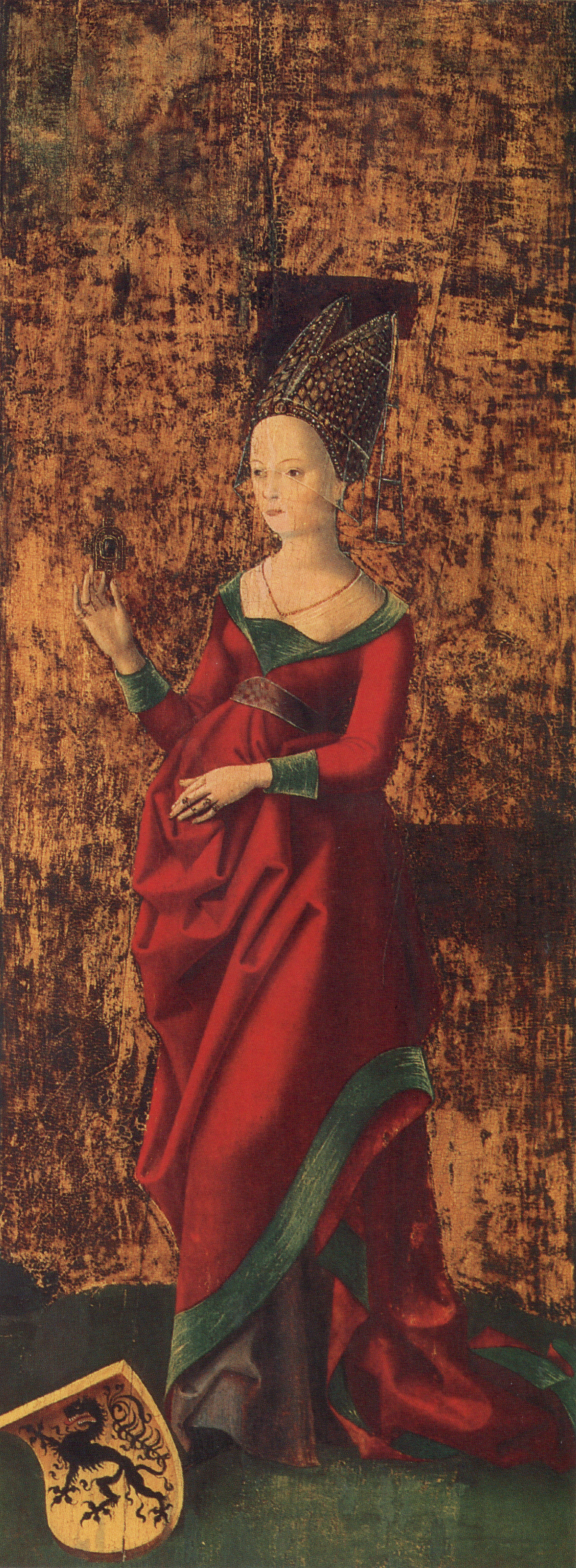
Юдит Фландрская

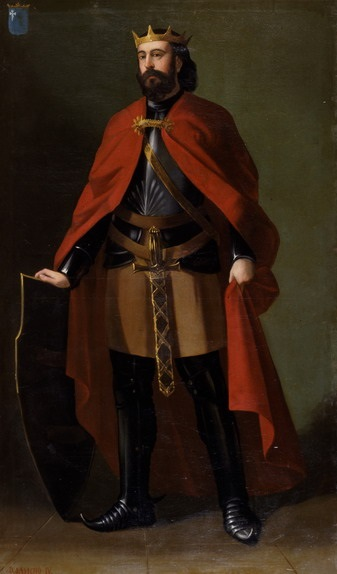
Санчо Рамирес

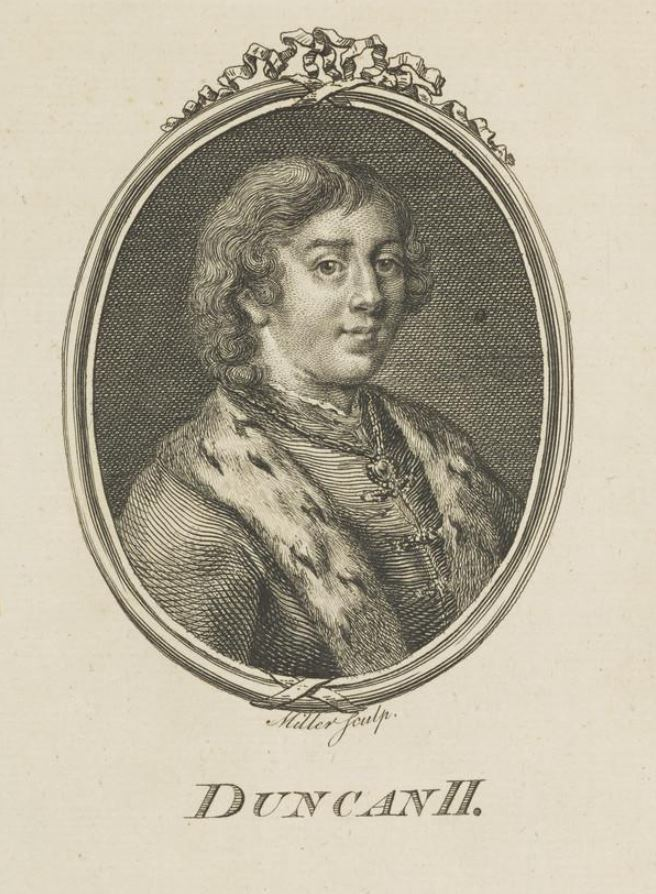
Дункан II

В этой статье представлен список известных людей, умерших в 1094 году.
См. также: Категория:Умершие в 1094 году

## Январь
- 10 января — Аль-Мустансир — исмаилитский халиф из династии Фатимидов (1036—1094). Положил начало расколу исмаилитов на низаритов и мусталитов.

## Февраль
- Абдуллах аль-Муктади — аббасидский багдадский халиф (1075—1094)

## Март
- 5 марта — Юдифь Фландрская — графиня-консорт Нортумбрии (1055—1065; жена Тостига), графиня-консорт Баварии (1071—1077; жена Вельфа IV)

## Апрель
- 27 апреля — Стефан Печерский — преподобный Русской православной церкви; епископ Владимиро-Волынской епархии.

## Июнь
- 4 июня — Санчо I — король Арагона (1063—1094), король Наварры (1076—1085; как Санчо V), граф Рибагорсы (1063—1085; как Санчо II), граф Собрарбе (1063—1085; как Санчо II). Погиб при осаде Уэски
- 17 июня — Сонджон (44) — 13-й правитель корейского государства Корё (1083—1094).

## Июль
- 27 июля — Роджер Монтгомери — нормандский аристократ, соратник Вильгельма Завоевателя и 1-й граф Шрусбери с 1075 года.

## Ноябрь
- 12 ноября — Дункан II — король Шотландии (1094). Убит
- 29 ноября — Рожер де Бомон Бородатый — нормандский аристократ, соратник Вильгельма Завоевателя, сеньор де Ваттевиль и де Бомон-ле-Роже, граф де Мёлан, основатель англо-французского дворянского рода Бомонов.

## Дата неизвестна или требует уточнения
- Аль-Бакри — андалузский мусульманский историк и географ
- Вульфнот Годвинсон — младший сын англосаксонского аристократа эрла Годвина и брат Гарольда, короля Англии, оказавшийся в заложниках у Вильгельма Завоевателя и проведший около сорока лет в тюрьме.
- Гильом IV — граф Тулузы (1060—1094). Погиб в сражении с маврами под Уэской.
- Иво Тайбуа — англо-нормандский аристократ, шериф Линкольншира (1086), шериф Бедфордшира (незадолго до 1086), феодальный барон в Линкольншире и Камберленде.
- Махмуд ибн Малик-шах — султан Великой Сельджукской империи (1092—1094).
- Никифор Диоген — сын и соправитель византийского императора Романа IV Диогена.
- Николай Пелегрин[итал.] — паломник, святой христианской церкви[1].
- Роберт де Брюс — полулегендарный родоначальник шотландской династии Брюсов.
- Принцесса Тейши[англ.] — императрица-консорт Японии (1037—1051), жена  императора Го-Судзаку
- Касим ад-Даула Ак-Сункур аль-Хаджиб — первый сельджукский султан Алеппо (1086—1094), родоначальник династии Зангидов
- Туркан-хатун — первая и любимая жена сельджукского султана Мелик-шаха I.
- Убальдо (епископ Сабины) — первый кардинал-епископ Сабины (1063—1094)
- Фудзивара но Генши[англ.] — императрица-консорт Японии (1037—1039), жена императора Го-Судзаку
- Фудзивара но Нобунага[англ.] — японский государственный деятель, дайдзё-дайдзин (1080—1089)